# Jihočeské podniky pro automobilovou dopravu
JAS – Jihočeské podniky pro automobilovou dopravu, akciová společnost v Praze byl polostátní podnik, který (vedle Autodopravní akciové společnosti v Praze a státní Správy poštovní automobilové dopravy, roku 1934 včleněné do ČSD) byl jedním ze tří nejvýznamnějších československých meziměstských autobusových dopravců v období sklonku první československé republiky. Společnost vznikla roku 1931, působila i za druhé republiky a protektorátu a zanikla 11. října 1945 začleněním do Československých státních drah. Sídlo měla v Praze XVI (Smíchov), Zborovská tř. 28. Tato dopravní akciová společnost byla založena jihočeskými obcemi, okresy i činiteli jihočeského Národohospodářského sboru, majoritní účast ve společnosti měl československý stát, který prostřednictvím ministerstva železnic vlastnil 51 % akcií. Jejím cílem bylo provozovat periodickou i příležitostnou osobní i nákladní silniční dopravu, zejména doplnit jihočeskou veřejnou a silniční dopravu sítí autobusových spojů. Provozovala i dálkové linky z Prahy (z vyšehradského stanoviště a ze Smíchova) do jižních Čech i dopravu v jižní části středních Čech. Ve druhé polovině 30. let působila i v situaci, kdy státní regulace zvýhodňovala autobusové linky i železniční dopravu ČSD a ostatní dopravce odsouvala do doplňkové role. JAS provozoval zejména velké autobusy značky Škoda (například Škoda 404), kterých v letech 1938–1939 vlastnil 47. Firemními barvami autobusů byla modrá a bílá s oranžovým pruhem uprostřed. JAS byl členem Komorního gremia koncesovaných autobusových dopravců v Praze.

## Linky
Průvodce JAS pro roky 1938–1939 uvádí kolem 43 linek, číslovaných převážně římskými čísly, někdy doplněnými písmenem a. Několik linek provozoval pro JAS subdodavatel (pachtýř).
Seznam linek pro roky 1938–1939:
- I. Praha, Smíchov – Mníšek – Dobříš (43 km, pro JAS provozuje Fr. Chýla)
- II. Votice – Mladá Vožice – Smilovy Hory (42,7 km)
- IIa. Nádraží Olbramovice – Votice, nádraží (4,3 km)
- III. Praha, Smíchov – Kamýk nad Vltavou – Krásná Hora – Milevsko (94 km)
- IV. Mladá Vožice – Sudoměřice – Borotín (20 km)
- V. Praha – Dobříš – Písek (103,4 km)
- Va. Mirotice – Písek (18,2 km)
- VI. Tábor – Mladá Vožice (19,1 km)
- VII. Praha, Smíchov – Příbram – Březové Hory (60,6 km, pro JAS provozují Fr. Chýla a ČSD)
- VIII. Praha, Vyšehrad – Vlašim – Pelhřimov (– Pelhřimov, nádraží) (104,4 – 105,7 km)
- IXa. Votice – Nádraží Votice (9 km)
- X. Praha – Jílové – Neveklov – Milevsko (96,4 km)
- XI. Dobříš – Hostomice – Beroun (37 km)
- XII. Písek – Albrechtice – Týn nad Vltavou (32 km)
- XIII. Milevsko – Milešov nad Vltavou – Krásná Hora (29 km)
- XIIIa. Milevsko, nádraží – Milevsko, náměstí (1,7 km)
- XIV. Písek – Ražice – Bavorov (28 km)
- XV. Milevsko – Heřmaničky – Sedlec (27,2 km)
- XVI. Praha, Smíchov – Krásná Hora – Červená nad Vltavou (105,2 km)
- XVII. Humpolec – Křelovice – Pacov (33 km)
- XVIIa. Senožaty – Křelovice (4 km)
- XVIII. Čechtice – Lukavec (7,6 km)
- XIX. Zvíkov – Orlík nad Vltavou – Mirovice (11,5 km, provozuje pachtýř Ladislav Krázl ze Zalužan)
- XX. (Praha, Vyšehrad –) Vlašim – Ledeč nad Sázavou – Trhová Zahrádka (krátká verze 33,5 km, dlouhá verze 108,6 km)
- XXI. Písek – Horní Záhoří – Zvíkov (19 km)
- XXII. (Praha, Vyšehrad –) Vlašim – Načeradec (krátká verze 14,6 km, dlouhá verze 75,1 km)
- XXIII. Písek – Nová Hospoda – Blatná (27,2 km)
- XXIV. Dobříš – Hřiměždice – Sedlčany – Sedlec na Wilsonově dráze (44,7 km)
- XXIVa. Sedlčany – Sedlec na Wilsonově dráze (14,3 km)
- XXV. Benešov – Popovice – Mladá Vožice (46,4 km)
- bez označení, chybně XXV. Písek – Staré Kestřany – Dobev – Strakonice
- XXVI. Vodňany – Strakonice (26,4 km, provozuje pachtýř Václav Pixa z Vodňan)
- XXVII. Pelhřimov – Nový Rychnov (22,1 km)
- XXVIII. Sedlec – České Budějovice (18 km, provozuje pachtýř Robert Klouza z Českých Budějovic)
- XXIX. Nezvěstice – (Hořehledy) – Borovno (krátká varianta 11 km, dlouhá varianta 21,6 km)
- XXX. Zbenické Zlákovice – Milín, nádraží
- XXXI. Pelhřimov – Kamenice nad Lipou
- XXXII. Blovice, nádraží – Letiny – Skašov (17,4 km)
- XXXIII. Písek – Albrechtice – Týn nad Vltavou (32 km)
- XXXVI. Dolní Bukovsko – Ševětín (10,6 km)
- XXXVII. Ševětín – Stráž nad Nežárkou (42 km)
- XXXVIII. Blatná – Drahenice – Březnice (22 km)
- Třeboň – Nové Hrady (22 km)
- Nové Hrady – Německý Benešov (19,6 km)
- Německý Benešov – Kaplice, nádraží (15,4 km)